# Плотница (Столинский район)
Плотница (бел. Пло́тніца) — агрогородок в Столинском районе Брестской области Беларуси. Административный центр Плотницкого сельсовета.

## География
Расположен в 26 км напрямую на северо-запад от города Столин, в 220 км от Бреста, в 13 км от железнодорожной станции Видибор.

## История
В 2011 году деревня Плотница преобразована в агрогородок.

## Население
- 2000 год — 1 262 жителей, 530 дворов
- 2019 год — 712 жителей (перепись населения)

## Достопримечательность

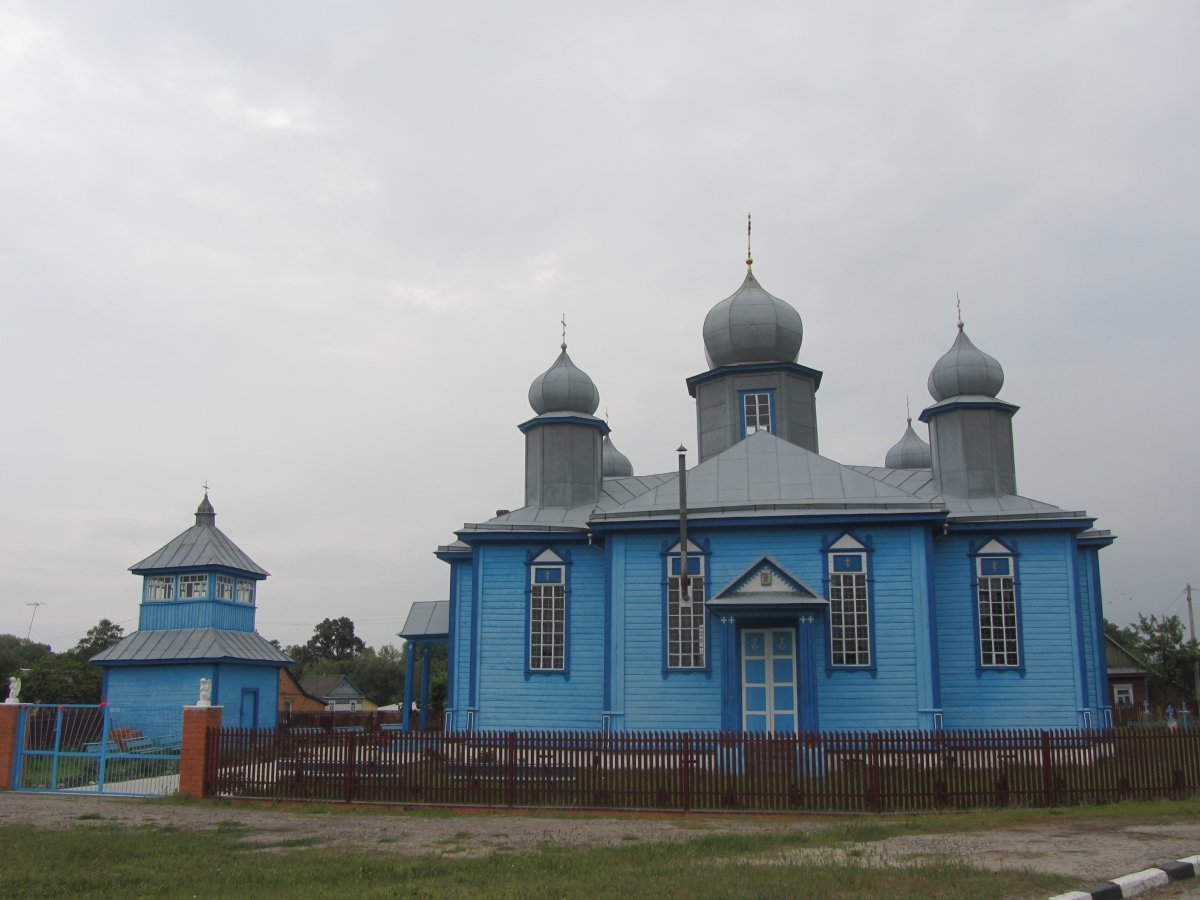
Свято-Покровская церковь

- Свято-Покровская церковьСвято-Покровская церковь (1875) —  Историко-культурная ценность Республики Беларусь, шифр 113Г000688.
- Братская могила советских воинов (1941—1944) —  Историко-культурная ценность Республики Беларусь, шифр 113Д000689.

## Известные лица
- Збарашевский, Антон Цезаревич (1888—1952) — военный офицер Преображенского полка. Участник 1 Мировой войны.
- Некрашевич, Иван Иосифович (1937—2009) — белорусский архитектор.